# 1221 هـ
1221 هـ هي سنة في التقويم الهجري امتدت مقابلةً في التقويم الميلادي بين سنتي 1806 و1807.

## أحداث
- محمد علي باشا يتولى الحكم في مصر.

## مواليد
- عبد الرحمن الآلوسي
- فرانسوا بورغاد

## وفيات
- البجيرمي